# Giovanni Montanaro
Giovanni Montanaro (Venezia, 1983) è uno scrittore italiano.

## Biografia
Ha studiato Giurisprudenza all'Università degli Studi di Padova ed esercita la professione di avvocato presso lo studio legale Roedl & Partner.
Nel 2005 ha scritto per il teatro il dramma Arriva sempre la stessa lettera da Vienna.
Ha esordito con il romanzo La Croce Honninfjord (2007, Marsilio, segnalato nel 2006 alla XIX edizione del Premio Italo Calvino). Nel 2008 è stato selezionato per il progetto Scritture Giovani del Festivaletteratura di Mantova. Ha pubblicato poi Le conseguenze (2009, Marsilio) e Tutti i colori del mondo (2012, Feltrinelli) che è stato finalista al Premio Campiello. Ha poi scritto Tommaso sa le stelle (2014, Feltrinelli), Guardami negli occhi (2017, Feltrinelli) e Le ultime lezioni (2019, Feltrinelli), Il libraio di Venezia (2020, Feltrinelli) e Come una Sirena (2023, Feltrinelli).